# Ska-P
«Ska-P» — іспанський гурт, що грає в стилі ска-панк, заснований в Мадриді в 1994 році. Випустив шість студійних альбомів, два офіційних концертних і DVD-реліз.
Бажання членів групи бути не такими як всі виявляється в стрижках. Деякі мають ірокези, у той час як інші — майже лисі з кінським хвостом. В той же час, Ska-P має добре відрепетирувані і аранжовані твори, що вигідно відрізняє її від деяких інших груп цього музичного жанру. Він завоював популярність в Іспанії та Мексиці, і в Європі.
Гурт має ліві погляди, які проявляє у своїй творчості. 

## Пісні Ska-P та їх сенс
- Cannabis - легалізація маріхуани
- Intifada - підтримка незалежності Палестини
- Wild Spain - відміна кориди

## Альбоми
- Ska-P (1994)
- El Vals del Obrero (1996)
- Eurosis (1998)
- Planeta Eskoria (2001)
- ¡¡Que Corra La Voz!! (2002)
- Incontrolable (Концертний альбом і відео DVD) (2003)
- Lágrimas y Gozos (2008)
- 99% (2013)